# Lachenalia aloides
Lachenalia aloides là một loài thực vật có hoa trong họ Măng tây. Loài này được (L.f.) Engl. mô tả khoa học đầu tiên năm 1899.

## Hình ảnh

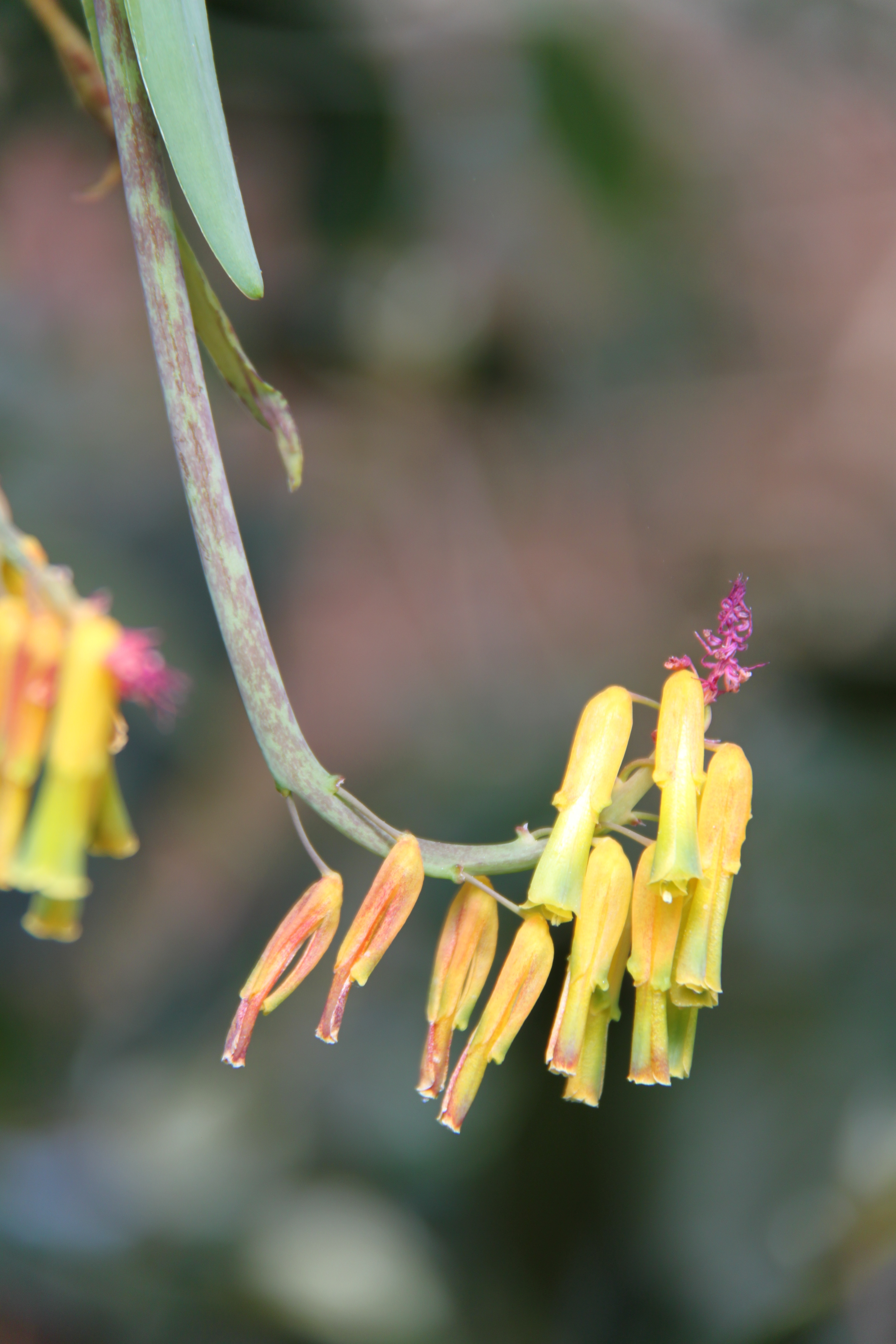
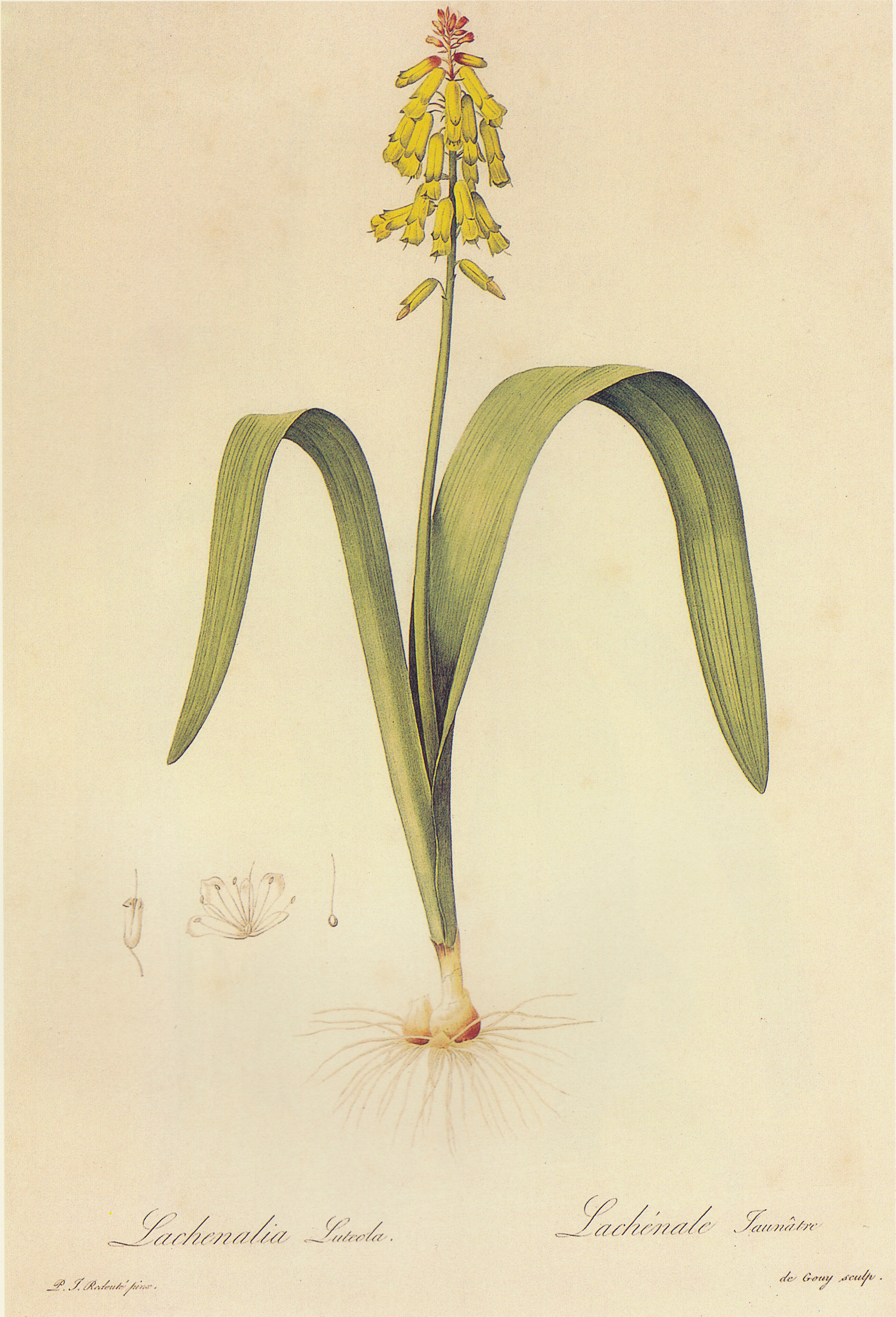
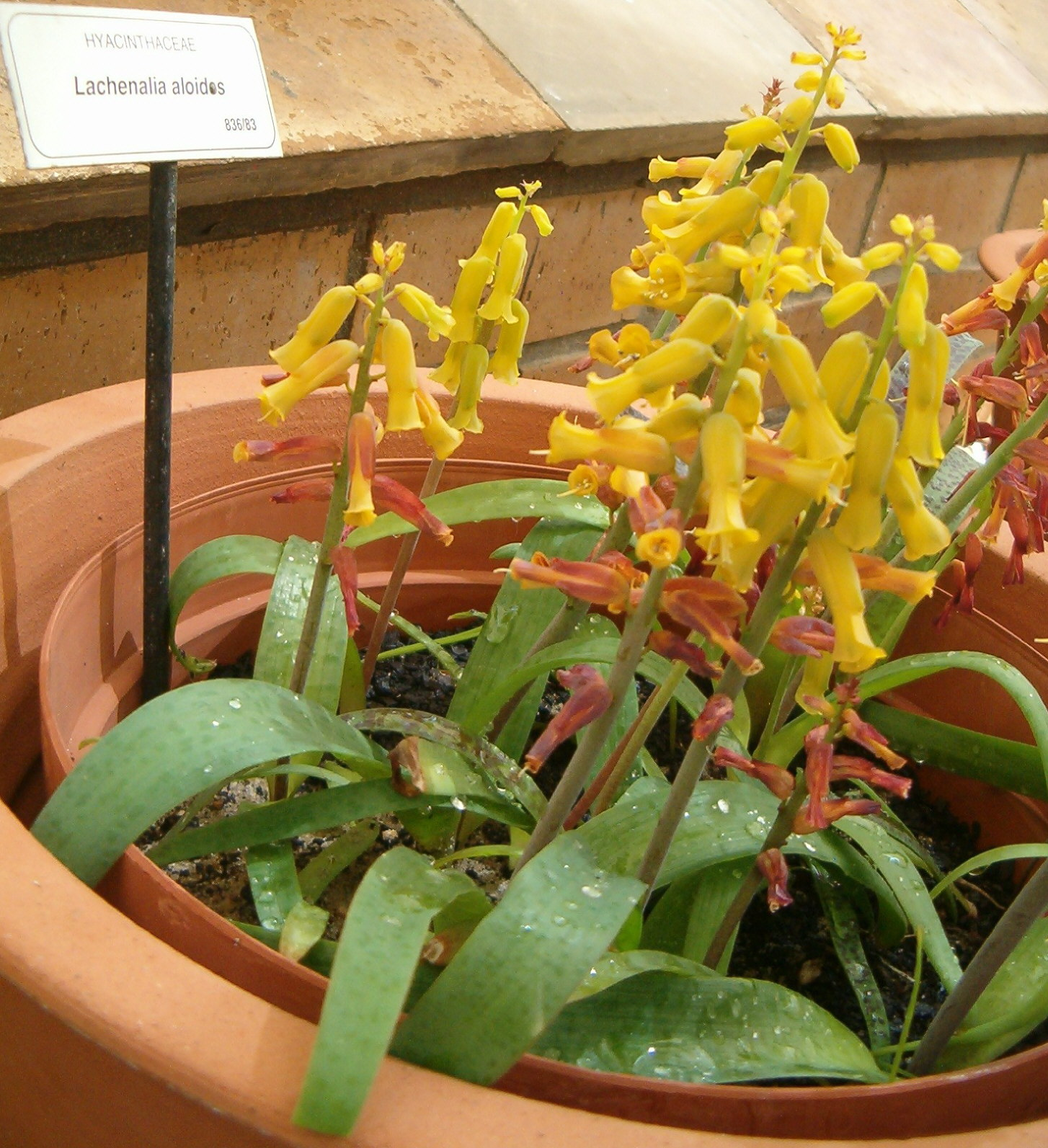
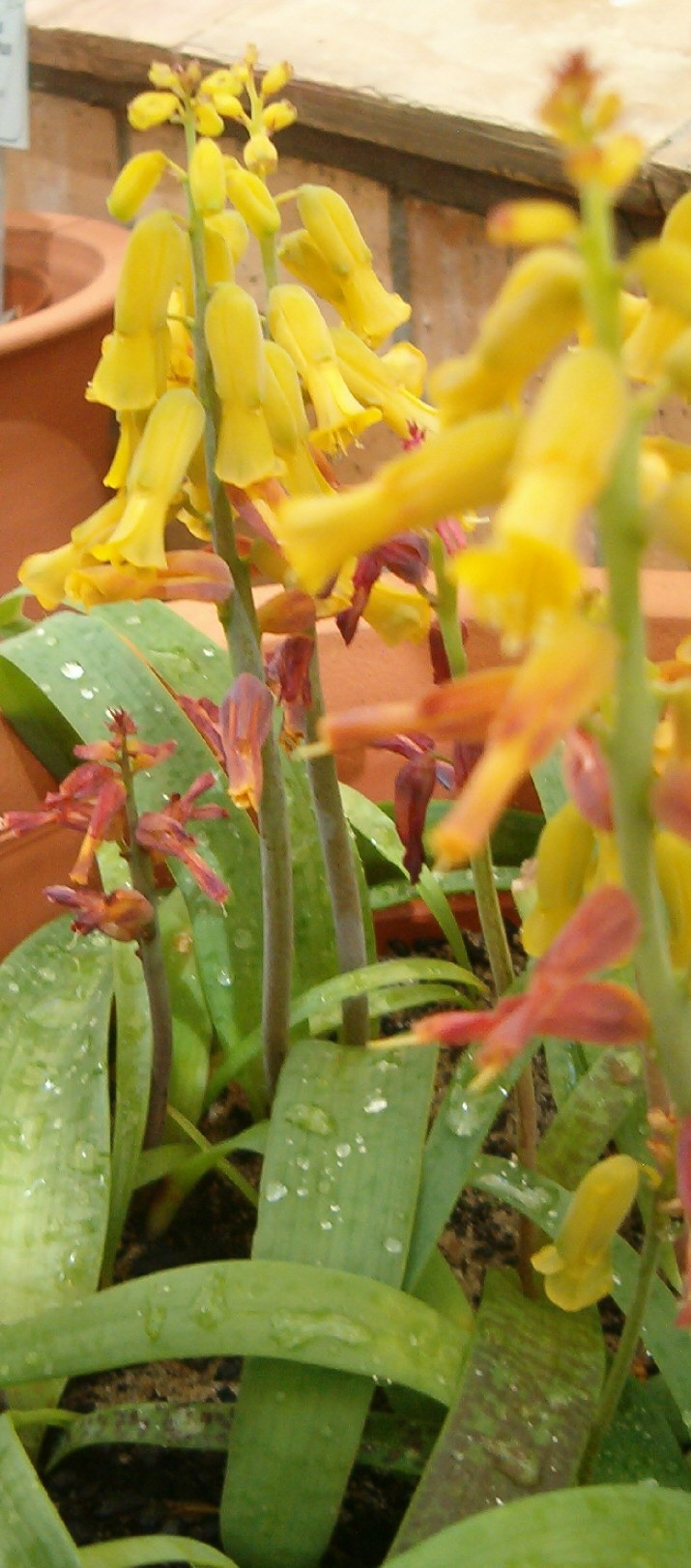